# Algernon Seymour, 7:e hertig av Somerset

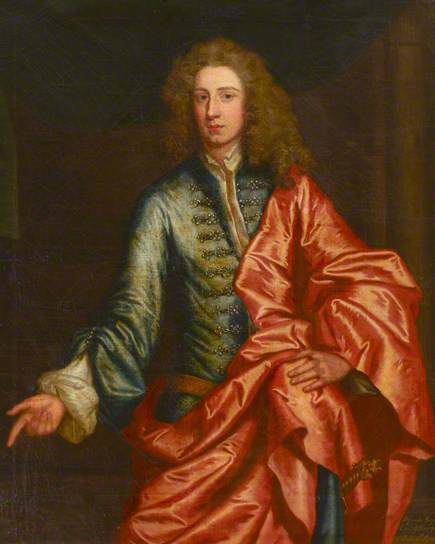
Algernon Seymour, 7:e hertig av Somerset.

Algernon Seymour, 7:e hertig av Somerset, född den 11 november 1684, död den 7 februari 1750, var en engelsk ädling, son till Charles Seymour, 6:e hertig av Somerset och Elizabeth Percy.
Somerset, som bar artighetstiteln earl av Hertford till 1748, tjänstgjorde inom brittiska armén, där han avancerade till general. Dessutom blev han genom arv en av de största och rikaste jordägarna i England, men eftersom han avled utan manlig bröstarvinge, splittrades allt detta efter hans död. Merparten gick till hans dotter Elizabeth, medan titeln hertig av Somerset ärvdes av en avlägsen släkting, Edward Seymour, 6:e baronet.
Den blivande hertigen gifte sig 1713 med Frances Thynne.
Barn:
- George Seymour, viscount Beauchamp (1725–1744)
- Elizabeth Seymour (1730–1776), gift med Hugh Percy, 1:e hertig av Northumberland